# رالف بيكر
رالف بيكر (بالإنجليزية: Ralph Becker) هو مخطط حضري ومحامي وسياسي أمريكي، ولد في 30 مايو 1952 في واشنطن العاصمة في الولايات المتحدة. حزبياً، نشط في الحزب الديمقراطي. وقد انتخب عضو مجلس نواب ولاية يوتا وانتخب List of mayors of Salt Lake City ‏.

## وصلات خارجية
- الموقع الرسمي